# Linker-DNA
Bei der Linker-DNA handelt es sich um ein Strukturelement innerhalb der eukaryotischen Chromosomenstruktur. Im Chromosom hat sie die Aufgabe, benachbarte Nucleosomen zu verbinden. Sie ist meist ca. 55 bp lang, kann jedoch je nach Gewebe und Organismus zwischen 8 und 114 bp schwanken.